# Green New Deal
Der Begriff Green New Deal bezeichnet Konzepte, mit denen der ökologische Umbau eines Wirtschaftssystems eingeleitet werden soll, um gesellschaftliche Herausforderungen (insbesondere den Klimawandel) zu bewältigen.

## Ursprünge
Der Green New Deal greift den von der Regierung Franklin D. Roosevelts geprägten Begriff New Deal auf, mit dem diese auf die ab 1929 einsetzende Weltwirtschaftskrise reagierte. Ursprünglich bedeutet der aus dem Kartenspiel kommende Begriff „new deal“, dass die Karten neu gemischt und neu verteilt werden, d. h., es findet ein Neuanfang statt. Beim „Green New Deal“ soll ein solcher Neubeginn dazu genutzt werden, eine ökologische Wende der Industriegesellschaft herbeizuführen.
Benutzt wurde der Begriff in zwei Aufsätzen des Journalisten Thomas L. Friedman, die 2007 in der New York Times erschienen.
Friedman schrieb im Januar 2007:

„Wenn Sie ein Windrad in ihrem Garten haben oder Sonnenkollektoren auf dem Dach, dann Hut ab. Wenn wir aber die Welt ergrünen lassen wollen, müssen wir unser Stromnetz grundlegend umbauen – und uns von dreckiger Kohle, dreckigem Öl verabschieden und auf saubere Kohle und erneuerbare Energien setzen. Das ist ein gewaltiges industrielles Unterfangen und um vieles größer als alles, was Sie bislang gehört haben. Sollten wir uns aber auf diese grüne Spielart einlassen, kann sie schlussendlich – so wie der New Deal – dazu führen, dass eine neue Sparte für saubere Energie entsteht, die unsere Wirtschaft fit macht für das 21.Jahrhundert.“

In der Folge wurde dieses Konzept von der Green New Deal Group aufgegriffen, deren Bericht A Green New Deal am 21. Juli 2008 erschien.

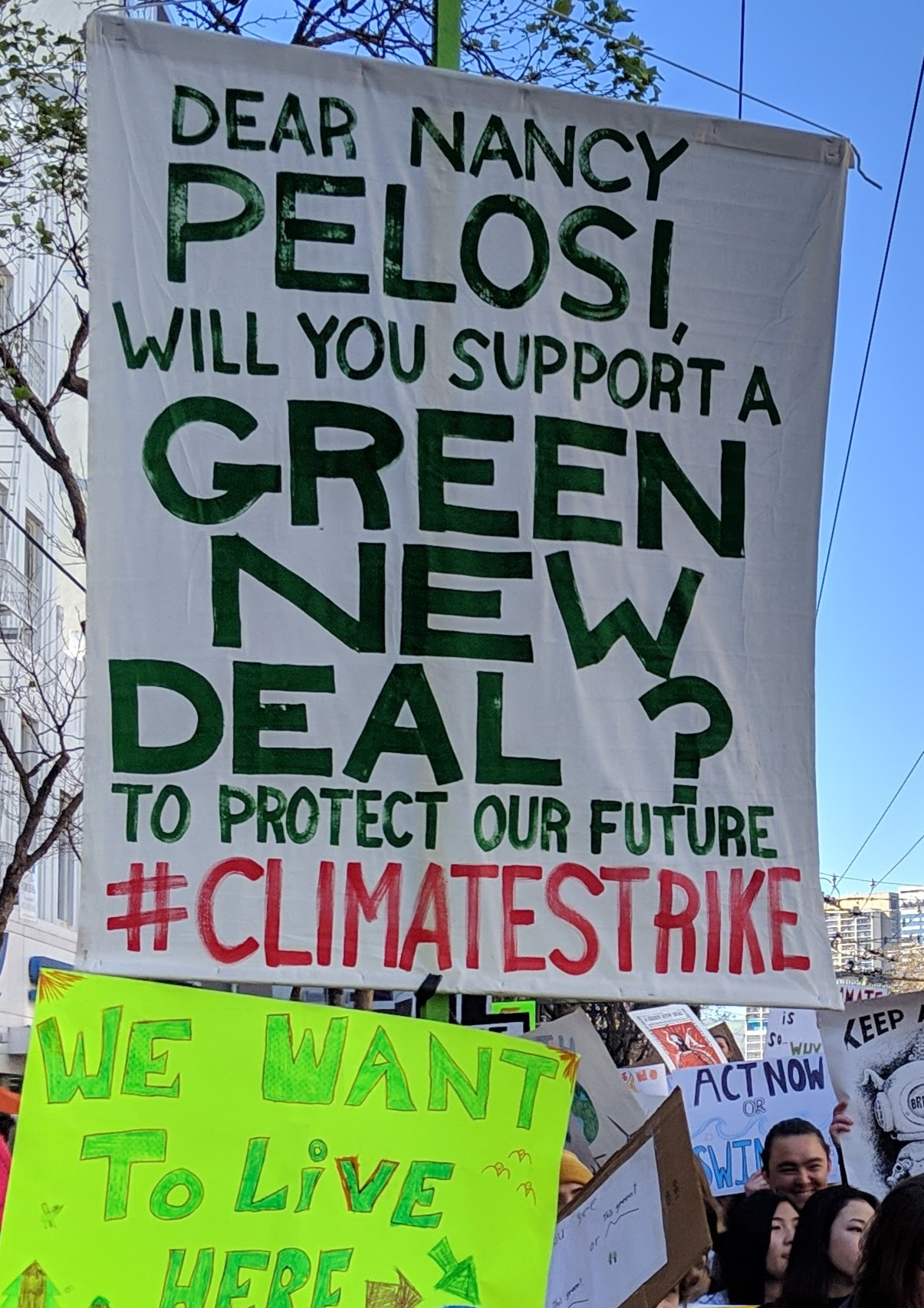
Forderung nach einem Green New Deal auf einer Demonstration von Klimastreikern in San Francisco am 15. März 2019

Zu einer weiten Verbreitung des Begriffs und Konzepts trug das Umweltprogramm der Vereinten Nationen (UNEP) bei. Am 22. Oktober 2008 kündigte der Direktor des UNEP Achim Steiner die Initiative Global Green New Deal an. Die Vorstellung dabei ist, verstärkt Arbeitsplätze in „grünen“ Industrien zu schaffen, dadurch die Wirtschaft anzukurbeln und gleichzeitig den Klimawandel zu bremsen.

## USA

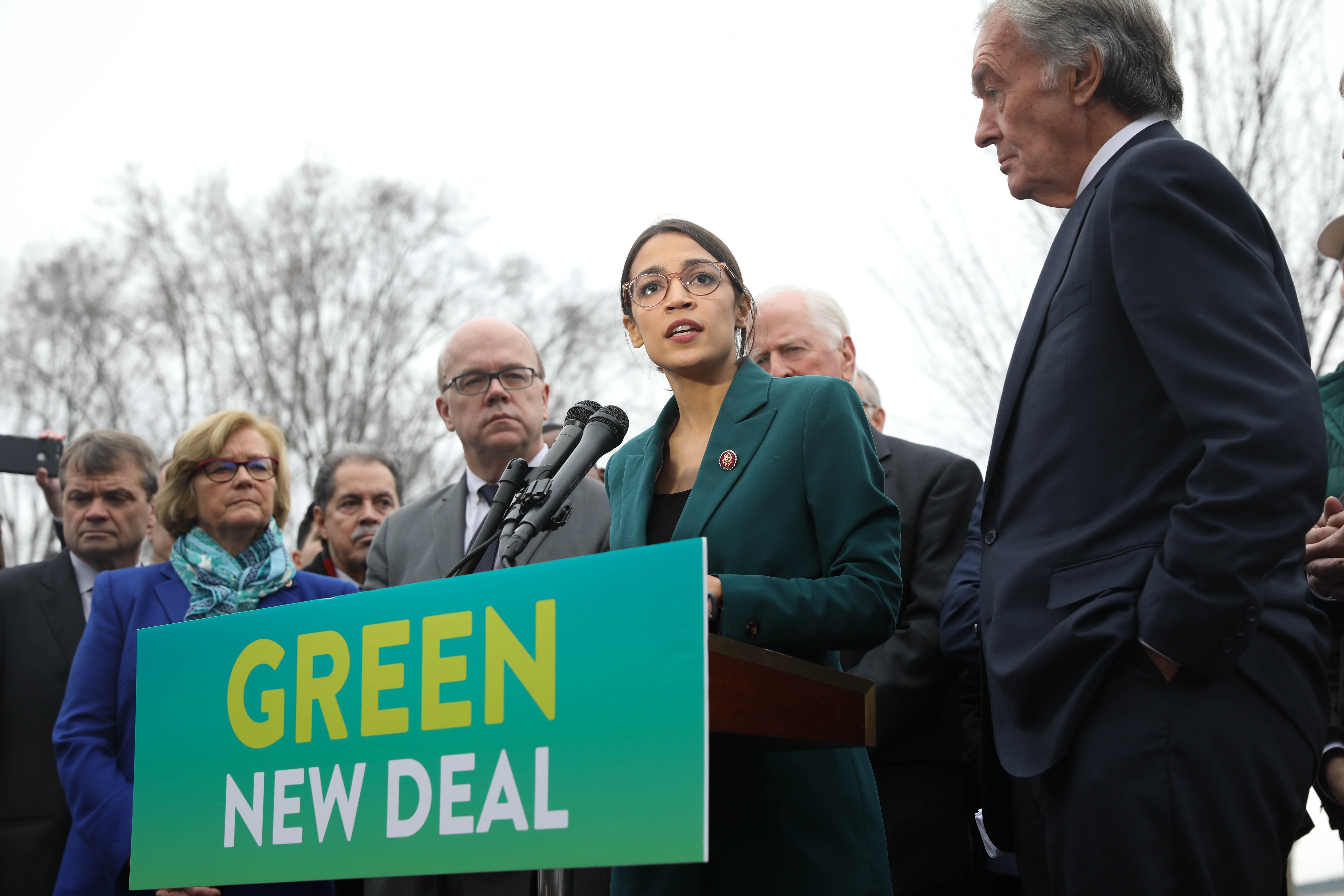
Abgeordnete Alexandria Ocasio-Cortez (Mitte) spricht im Februar 2019 vor dem Capitol Building über den Green New Deal

In den Vereinigten Staaten wird ein Green New Deal u. a. von Sunrise Movement, einer Graswurzelbewegung, gefordert. Klimastreikende in den USA setzen sich ebenfalls für einen solchen Deal ein.
Seit 2019 fordern viele Abgeordnete der Demokratischen Partei den auch von Bernie Sanders vorgeschlagenen Green New Deal für die mittelbare Zukunft ein. Das Programm wird von rechten Kräften wie Donald Trump und rechten Medien wie Fox News ideologisch bekämpft und in seinem Umfang falsch dargestellt.
Maßgeblich für die Ausarbeitung eines Green New Deal ist in den USA die Denkfabrik New Consensus; zuständig ist hierbei Rhiana Gunn-Wright.
Ein Antrag auf Expertenanhörung zum Green New Deal im Senat scheiterte am 26. März 2019. Die Republikaner ließen ohne Aussprache abstimmen. 57 von 100 Senatoren stimmten dagegen, darunter alle Republikaner und drei Demokraten; die übrigen 43 Demokraten enthielten sich aus Protest.
Mit einem milliardenschweren Investitionsprogramm setzte die Biden-Harris-Regierung ab 2021 Ideen der Alexandria-Ocasio-Cortez-Initiative um.

## Europa

### Europäische Union
Am 11. Dezember 2019 wurde von der neuen Kommissionspräsidentin Ursula von der Leyen der „Grüne Deal der EU“ vorgestellt. Ziel ist u. a., als erster Kontinent bis zum Jahr 2050 klimaneutral zu werden. Dazu dient ein Maßnahmenpaket für einen – laut EU-Kommission – nachhaltigen ökologischen Wandel, der den Menschen und der Wirtschaft in Europa zugutekommen soll. Die zeitlich gestaffelten Maßnahmen reichen von drastischen Emissionssenkungen über Investitionen in Spitzenforschung und Innovation, bis hin zum Erhalt unserer natürlichen Umwelt.
Investitionen in grüne Technologien und nachhaltige Lösungen sollen Europas neue Wachstumsstrategie anstoßen, die neue Chancen für Unternehmen bringen. Gleichzeitig soll so der Weg zu mehr sozialer Gerechtigkeit beschritten werden. Das Versprechen lautet: Niemand, weder Mensch noch Region, soll bei dem anstehenden Zeitenwandel im Stich gelassen werden.
Die Ankündigung wurde von Politikern der Grünen vorsichtig begrüßt und von einem Lobbyverein, der Teile der deutschen Industrie vertritt, kritisiert. Nichtregierungsorganisationen sehen in dem europäischen Green Deal eine wesentliche Abschwächung des Green-New-Deal-Konzepts aus den USA.

### Deutschland
In Deutschland haben vor allem Bündnis 90/Die Grünen sowie Die Linke Begriff und Konzept aufgenommen. Neben Ökologen unterstützen aber auch eine Reihe von Wirtschaftswissenschaftlern sowie Politiker anderer Parteien diesen Ansatz, da sie darin eine Stärkung des Standorts Deutschland sehen. In dem vom Worldwatch Institute und der Heinrich-Böll-Stiftung herausgegebenen Strategiepapier Auf dem Weg zu einem Green New Deal haben Hilary French, Michael Renner und Gary Gardner versucht, nationale und internationale Ansätze für einen solchen grundlegenden Umbau von Wirtschaft und Gesellschaft zu verfeinern.

### Österreich
Im Zuge der Wahl zum Europäischen Parlament am 26. Mai 2019 forderte die SPÖ einen „Green New Deal“ für die EU. Der Maßnahmenkatalog gegen die Klimakrise, der von der Sozialistischen Jugend (SJ) und deren Vorsitzenden Julia Herr ausgearbeitet wurde, ergänzte das Wahlprogramm der SPÖ für die EU-Wahl. Spitzenkandidat Andreas Schieder und SJ-Vorsitzende Julia Herr präsentierten das Klima-Programm bei einer Pressekonferenz. In diesem 15-seitigen „Green New Deal“ werden Maßnahmen gegen den Klimawandel – unter anderem der Ausbau von fossilfreier Energie und von nachhaltigem Verkehr – vorgeschlagen. So spricht sich die SPÖ unter anderem für eine EU-weite CO2-Steuer, gegen den Abschluss von Handelsabkommen mit Ländern, die das Pariser Klimaabkommen nicht unterzeichnet haben, und für den Aufbau eines europaweiten Schnellzugnetzes aus, um Alternativen zum Flugverkehr zu bieten.

### Italien
In Italien gibt es mit Clima Europa eine Initiative, die ein Manifest mit Klimaschutzmaßnahmen im Mittelpunkt für Europa fördert.

### Großbritannien
Die Labour Party beschloss im September 2019 auf ihrem Parteitag einen Green New Deal, dessen Forderungen sich auch in ihrem Parteiprogramm zu den Wahlen im Dezember 2019 wiederfinden.

### Paneuropäische Initiativen
2019 trat die „Bewegung für eine grundlegende Reform der europäischen Union“ – Demokratie in Europa 2025 (Democracy in Europe Movement 2025, kurz DiEM25) gemeinsam mit anderen Parteien des Wahlbündnisses European Spring bei der Europawahl mit einem Programm namens New Deal for Europe an, welches einen mit ausreichenden Finanzmitteln aus dem Zentralbankensektor ausgestatteten Green New Deal umfasste.
Anhänger der DiEM25-Bewegung starteten nach der Europawahl 2019 eine überparteiliche Kampagne Green New Deal für Europa (GNDE) (englisch Green New Deal for Europe), welche diese Ideen fortführen und weiterentwickeln soll. So konnte GNDE – neben Europaparlamentariern wie Leslie Groves Williams (MdEP-Kandidatin, Green Party, South East England), Julie Ward (MdEP, Labour Party) und Bart Staes (Flämische Grüne) – auch Persönlichkeiten wie Autor und Umweltaktivist Bill McKibben und Ökonom James Galbraith sowie Denkfabriken wie New Economics Foundation als Partner gewinnen, die schon bei der Veröffentlichung vom A Green New Deal beteiligt war und an der Andrew Simms bei der Green New Deal Group mitgearbeitet hat. Eine Erklärung und 10 Säulen wurden definiert. Die Kampagne versteht sich als Koalition auf Basis dieser 10 Säulen.